# A字裙

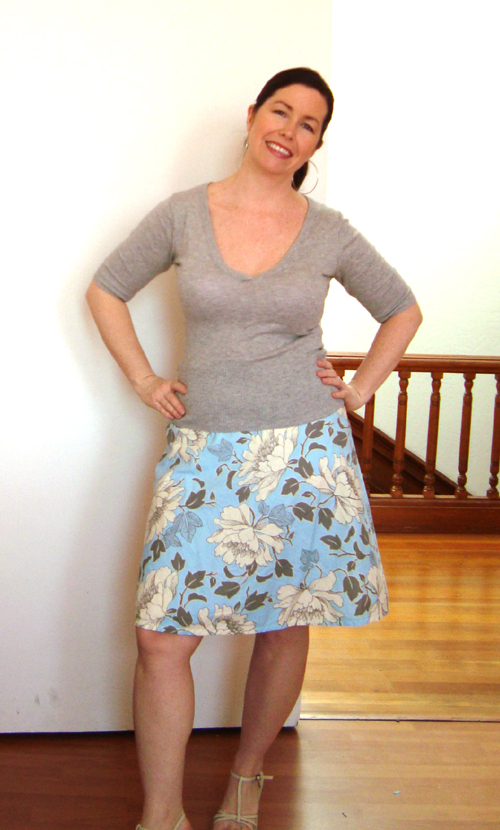
A字裙

A字裙是一種裙子，其形態為由腰部或臀部向下至下擺逐漸擴大，類似羅馬字母大寫A而得名。

## 歷史
A字裙這詞最早出現於1955年春天，法國時裝設計師克里斯汀·迪奧為她的作品分類而產生。而克里斯汀·迪奧的後繼者伊夫·聖羅蘭則在1958年春天發表Trapeze線，其概念為由肩線開始向下逐漸擴大的連衣裙。
A字裙盛行於1960與1970年代，於1980年代式微，1990年代藉由復古潮流再復興。這時的A字裙的定義更廣，可用來描述任何臀部比胸圍或腰圍寬的連衣裙，以及一些喇叭裙的樣式。而到了2000年代，克里斯汀·迪奧與伊夫·聖羅蘭當時的A字裙樣式才復興。

## 樣式描述
一般的A字裙是沒有打摺或是開衩的。然而，A字丹寧裙時常會在中間下面有開衩。而在固定方面，通常有側面或背面的拉鍊，有時會用皮帶。有時候會出現口袋，但通常不會。A字裙的長度並無固定，大致上介於迷你裙和膝下的長度之間。
而在連衣裙和大衣方面，A字通常指的是由肩膀至臀部，再從臀部開始擴大至下擺，但有些樣式從肩膀就開始擴大，未考慮腰部與臀部。
大部分婚紗禮服以及女學生制服也會採用A字裙，可以給人一種流線型、纖細、齊整的身體形象。